# Dorfkirche Zühlen (Rheinsberg)

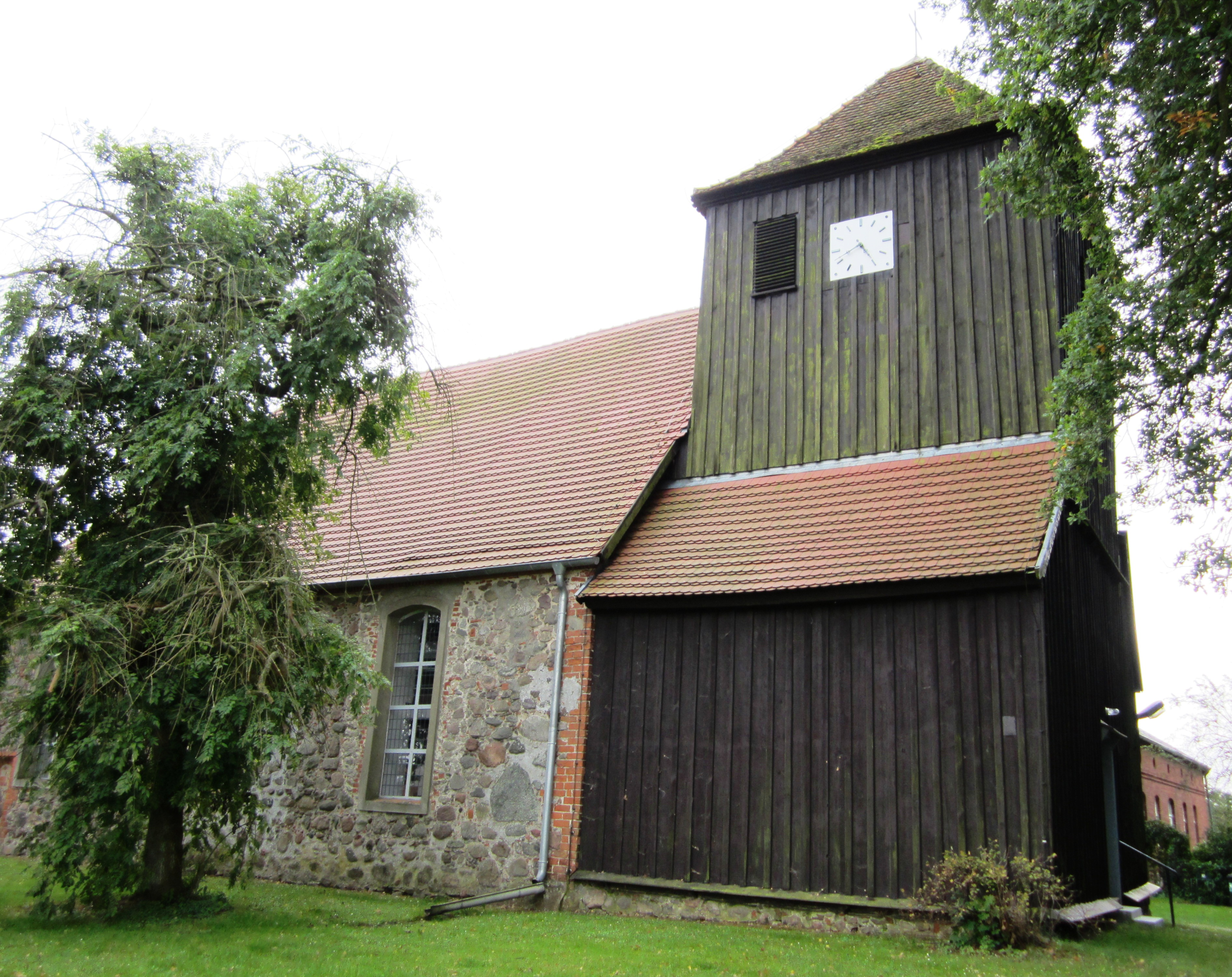
Dorfkirche Zühlen

Die evangelische Dorfkirche Zühlen ist eine Saalkirche in Zühlen, einem Ortsteil der Stadt Rheinsberg im brandenburgischen Landkreis Ostprignitz-Ruppin. Die Kirchengemeinde gehört dem Pfarrbereich Zühlen-Zechliner Land im Kirchenkreis Wittstock-Ruppin der Evangelischen Kirche Berlin-Brandenburg-schlesische Oberlausitz an. Das Gebäude steht unter Denkmalschutz.

## Lage und Geschichte
Die spätgotische Kirche befindet sich auf einer Anhöhe im Zentrum des Dorfes und ist in die nördliche Gehöftreihe eingebunden. Der umgebende Kirchhof wird nicht mehr belegt. Auf der Fläche des Kirchhofs sind Reste der ursprünglichen, sich kreuzenden Fichtenalleen erhalten. Nördlich der Kirche befindet sich ein Kriegerdenkmal für die Gefallenen des Ersten Weltkriegs.
Zühlen ist seit 1541 Mutterkirche und verfügt seitdem über mehrere Tochterkirchen. Zühlen war mit zwei Pfarrhufen ausgestattet (1541) und gehörte zur Superintendentur Lindow-Gransee. Seit 1930 gehört die Kirche zum Kirchenkreis Ruppin. Das Patronatsrecht lag zunächst beim Nonnenkloster Lindow und nach der Reformation beim Landesherr bzw. Fiskus.

## Baubeschreibung
Es handelt sich bei der Kirche um einen rechteckigen Saalbau aus Mischmauerwerk, der etwa 19,8 × 10,6 Meter groß ist. Das Satteldach ist nach Osten abgewalmt und mit Biberschwanzziegeln in Kronendeckung gedeckt. Vor der Westseite befindet sich ein gedrungener Turm, der als verbretterte Fachwerkkonstruktion ausgeführt ist.
Das genaue Baujahr der Dorfkirche ist nicht bekannt, jedoch sicherlich nicht erst im Jahr 1686, wie manche Vermutungen nahelegen. Die Jahreszahl auf der ehemaligen Wetterfahne bezieht sich höchstwahrscheinlich auf den Bau des Turms. Das Mischmauerwerk des Kirchenschiffs besteht aus regellos versetzten gespaltenen Findlingen, Ziegelbruch und orangeroten, 28,5–29 x 14–14,5 x 9 cm großen Backsteinen und stammt vermutlich aus dem Spätmittelalter (Ende 15. oder frühes 16. Jahrhundert). Für die sorgfältigen Gebäudeecken und die Laibungen der Öffnungen wurden ebenfalls Backsteine verwendet. 
Da die ursprünglichen Fenster durch größere barocke Fenster ersetzt wurden, ist ihre ursprüngliche Form nicht mehr zu ermitteln. Es gibt jedoch noch teilweise Reste der Laibungen, auf der Ostseite die linke beim südlichen und die rechte beim nördlichen Fenster, auf der Nordseite jeweils die rechte beim mittleren und östlichen Fenster, und auf der Südseite Spuren der rechten des westlichen Fensters. Die Portale mit flachbogigen Türöffnungen sind ebenfalls erhalten geblieben; das Hauptportal auf der Südseite in einer Spitzbogenblende, bei der Priesterpforte im Osten der Nordseite (vermauert) in rechteckiger Blende und das Westportal, das nun von der Turmhalle ins Kirchenschiff führt. 
Das Kirchenschiff hat ein altertümliches Dachwerk mit auf Gehrung versetzten Sparren, eingezapften Kehlbalken, angeblatteten weiten Kreuzstreben sowie einem Windverband auf der Nordseite aus Riegeln zwischen den Sparren und langen übergeblatteten Schrägstreben. Die drei östlichen Gebinde fielen der späteren Abwalmung des Dachs zum Opfer (abgeleitet aus den Abbundzeichen, die mit der Zahl vier beginnen). Das Dachwerk könnte entweder aus der Bauzeit der Kirche stammen oder im Zusammenhang mit einer ersten Erneuerung nach der Reformation entstanden sein.
Der Westgiebel des Schiffs stammt aus der gleichen Zeit. Es handelt sich um eine gitterartige Fachwerkkonstruktion mit einer Firstsäule und Ziegelausfachungen. Der Giebel verfügt über zwei kleine Rundöffnungen, die durch eine geputzte Rahmung betont sind, die mit roten Fugenstrichen bemalt ist. Die Ziegel der Ausfachungen sind zu geometrischen Mustern versetzt, was für Giebelgestaltungen dieser Art im späten 16. Jahrhundert typisch war. Das Ziegelformat des Giebels unterscheidet sich jedoch deutlich vom Schiffsmauerwerk (etwa 26,5 × 7 cm), was auf eine spätere Entstehung hinweist. Der Giebel wurde auf die ältere Westmauer gesetzt, die von einem Wasserschlag aus Flachziegeln abgeschlossen wurde.
Beim Westturm handelt es sich hingegen um eine eigenständige Fachwerkkonstruktion auf einem Feldsteinsockel und besitzt eine Breite, die annähernd der des Schiffs entspricht. Das Unterteil des Turms, das 6,46 × 10,46 Meter misst, wird von Pultdächern abgeschlossen, die etwas unterhalb der Schiffstraufe ansetzen. Der Mittelteil des Turms entwickelt sich zu einem quadratischen Turmschaft mit Pyramidendach. Der Turm wurde 1686 unter Verwendung älterer Hölzer errichtet. Teilweise geblattete Riegel und aufgeblattete schräge Streben tragen zur Festigung des Fachwerks bei und sind an den Ecken als halbe Männer ausgebildet. Im Ziergiebel des Schiffs, der nun verdeckt ist, wurde ein Türdurchbruch zum Dachboden geschaffen.
Im 18. Jahrhundert wurde die Kirche barock erneuert, was sich in den großen Flachbogenfenstern auf den Längsseiten und den beiden Fenstern im Osten sowie der östlichen Abwalmung des Dachs widerspiegelt. Bei einer Renovierung im Jahr 1838/39 wurden schadhafte Stellen des Mauerwerks erneuert, die Traufgesimse aus Ziegeln gemauert, die Fenster etwas verlängert, der Turm stabilisiert, mit neuem Feldsteinsockel versehen sowie dessen Verbretterung erneuert. Im Inneren wurden neue Emporen eingebaut, zwei Zugänge von der Turmhalle her angelegt, der Kanzelaltar erneuert (mit einer Treppe), der Ziegelfußboden verlegt und das Gestühl neu geordnet.
Im Rahmen einer Renovierung unter Kirchenbaurat Winfried Wendland im Jahr 1960 wurde der flachgedeckte Innenraum leergeräumt und der barocke Kanzelaltar, der im 19. Jahrhundert verändert worden war, sowie die Seitenemporen entfernt. Eine Instandsetzung des Inneren wurde 1993 abgeschlossen. Dabei wurde auch die Turmverbretterung erneuert.

### Ausstattung
Der Altar besteht aus einem steinernen Unterbau und einer hölzernen Deckplatte. Die Kanzel stammt aus dem 18. Jahrhundert; der polygonale Korb ist der letzte Rest des Kanzelaltars, der 1960 zu einem Lesepult umgearbeitet wurde. Die Kanzel weist eine marmorierende Bemalung auf und einfache Rechteckfelder mit Bibelsprüchen. Die achteckige Taufe aus Holz stammt ebenfalls aus dem 18. Jahrhundert und wurde im Jahr 1993 wieder aufgestellt. Der Taufstein wurde 1960 abgestellt und befindet sich nun in der Turmhalle.
Die Orgel wurde 1886 von Albert Hollenbach aus Neuruppin gebaut und im Jahr 1980 von Ulrich Fahlberg (Eberswalder Orgelbauwerkstatt) repariert. Der dreiteilige Prospekt ist in Formen der Neorenaissance gestaltet; die rundbogigen Öffnungen werden durch toskanische Halbsäulen und Gebälk gerahmt. Die Westempore stammt aus dem Jahr 1838 und weist profilierte achteckige Holzstützen mit Kapitellen auf. Eine einfache Holztafel erinnert an die Gefallenen der Befreiungskriege von 1813 und 1814 und steht auf der Empore. Eine weitere Gedenktafel (Holztafel mit geschnitzter Zierrahmung) erinnert an die Gefallenen des Ersten Weltkriegs.
In der Turmhalle befinden sich eine Bronzeglocke aus dem Jahr 1833 von Ernst Ludwig Wilhelm Thiele aus Berlin mit einem Akanthus-Zierfries und eine Gusseisenglocke aus dem Jahr 1921 von Ulrich und Weule aus Apolda. Beide stehen gesondert unter Denkmalschutz.